# Hebridean
L'Hebridean è una razza di piccole pecore nere originaria della Scozia, simile ad altri membri del gruppo delle pecore a coda corta dell'Europa Settentrionale, aventi una coda corta e triangolare. Un tempo questa razza ovina era conosciuta anche come "St Kilda", sebbene, al contrario di altre razze come la Soay e la Boreray, essa non sia probabilmente originaria dell'arcipelago Saint Kilda.

## Caratteristiche
Le Hebridean moderne hanno un vello nero e piuttosto ruvido, che tende al color marrone se visto al sole e che spesso diventa grigio con l'età. Se non tosato prima, il vello, che risulta essere assente sul muso e sulle gambe dell'animale, può cadere spontaneamente dall'animale in primavera e può arrivare a pesare fino a 2,5 kg. Caratteristica tipica sia degli individui maschi, gli arieti, che femmine di questa razza è quella di avere spesso due paia di corna, sebbene nella maggior parte dei casi ne abbiano uno solo e, in alcuni casi, anche nessuno. Per quanto riguarda le dimensioni, gli ovini appartenenti a questa razza sono significativamente più piccoli rispetto agli appartenenti alla maggior parte delle altre razze ovine, con le femmine che arrivano a pesare solamente circa 40 kg e i maschi che arrivano a 50-60 kg.
Le Hebridean sono pecore molto resistenti, capaci di adattarsi a pascoli piuttosto ruvidi e sono per questo spesso utilizzate come animali per il pascolo conservativo finalizzato a mantenere gli habitat naturali delle brughiere. In particolare, data la loro forte preferenza per la brucazione, questi ovini si sono rivelati efficaci nel controllo degli arbusti.

## Storia

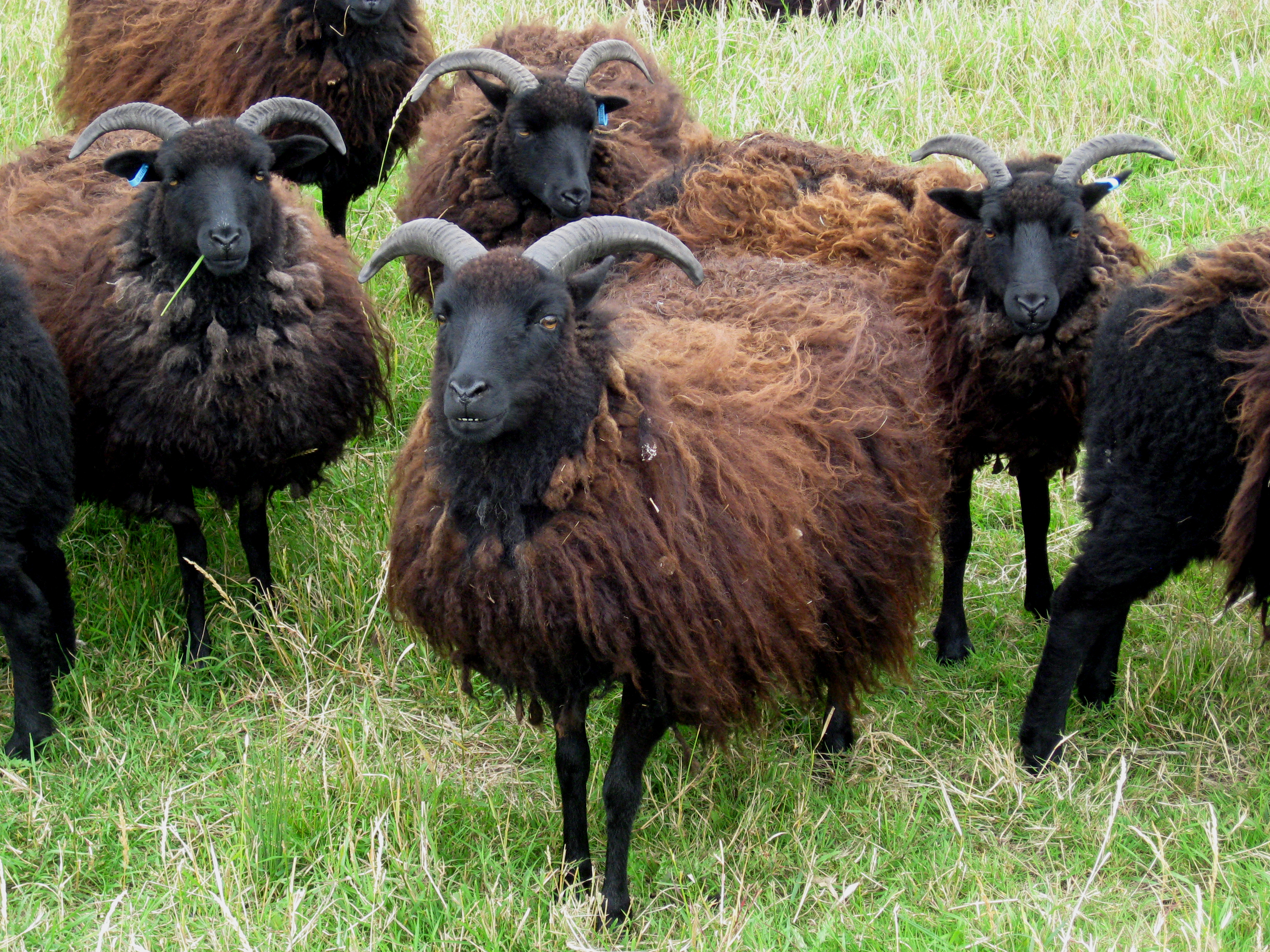
Un gregge di pecore di razza Hebridean

Le pecore allevate in Gran Bretagna fino all'età del Ferro erano di piccola taglia, con la coda corta e di diversi colori. Con il passare del tempo l'allevamento di questo tipo di pecore è sopravvissuto fino a tutto il XIX secolo solo nelle Highlands scozzesi e in molte isole della Scozia settentrionale, un esempio tipico è quello della razza Scottish Dunface, che si divise poi in molte varietà locali, la maggior parte delle quali è oggi estinta, ma di cui sopravvivono ancora, ad esempio, la Shetland e la North Ronaldsay. Le pecore di tipo Dunface allevate nelle Isole Ebridi erano piuttosto piccole, con la faccia e le zampe bianche e con il vello corto e morbido, anch'esso solitamente bianco ma spesso anche nero, marrone, rossiccio o grigio. Gli individui di entrambi i sessi erano tipicamente dotati di almeno un paio di corna ma in molti casi potevano avere due o anche tre paia di corna. Con il tempo, le varietà di Dunface furono gradatamente rimpiazzate da razze a coda lunga come la Scottish Blackface e la Cheviot e, di fatto, le Dunface scomparvero dapprima dall'intera terraferma e infine anche dalle Ebridi.
L'ultimo esemplare di pecora Hebridean nativo noto viveva sull'isola North Uist, nelle Ebridi Esterne, e, negli anni 1880, alcuni esemplari furono portati dall'isola alla tenuta di Storrs Hall, sul lago Windermere, nella contea di Cumbria. Da qui, queste pecore furono poi distribuite come animali ornamentali in diverse tenute dell'Inghilterra e della Scozia, dove venivano solitamente chiamate pecore "St Kilda". Alla fine, nelle greggi rimasero solo pecore nere. È da notare che il gene che rende il vello nero e che è presente nel patrimonio genetico delle pecore di razza Hebridean è invece assente dal patrimonio delle razze ovine endemiche dell'Europa, mentre si può riscontrare in alcune razze mediorientali. Si pensa quindi che tale gene sia stato acquisito dalle Hebridean (così come dalla razza Black Welsh Mountain) attraverso incroci con individui di razza Jacob, che si ritiene sia derivata da una razza mediorientale o mediterranea e i cui esemplari sono spesso anch'essi allevati come animali da ornamento.
Nel 1973 il Rare Breeds Survival Trust, un'organizzazione benefica il cui scopo è quello di garantire la continuità delle diverse razze di animali da allevamento del Regno Unito, ha inserito le pecore Hebridean ornamentali tra gli individui delle razze che avevano bisogno di essere conservate. Da allora, la razza è stata rivitalizzata e oggi non è più considerata rara, anzi, ha cominciato a essere allevata in diverse parti del mondo, incluse le native Isole Ebridi.